# Cyrtopogon albifacies
Cyrtopogon albifacies là một loài ruồi trong họ Asilidae. Cyrtopogon albifacies được Johnson miêu tả năm 1942. Loài này phân bố ở vùng Tân Bắc giới.